# Château de la Barre (Bierné)
Pour les articles homonymes, voir Château de la Barre.
Ne doit pas être confondu avec Château de la Guénaudière.
Le château de la Barre est un château situé dans la commune de Bierné-les-Villages dans le département de la Mayenne. Il est construit au début du XVIIe siècle sur l'emplacement d'un ancien château du XVe siècle. 

## Histoire
Le fief de La Barre relevait du Plessis-Bourel, qui plus tard devint lui-même une dépendance de la Barre.
Cette seigneurie qui portait le nom de la Guénaudière (différent du château de la Guénaudière situé dans la commune voisine de Grez-en-Bouère), avant d'être érigée en marquisat de La Barre au XVIIe siècle et en comté de La Barre en 1735 pour Jean-Baptiste Colbert de Torcy, comprenait les terres de Bierné, du Plessis-Bourel et de Saint-Aignan de Gennes.
Vers 1600, un nouveau château, qui devait être splendide, remplaça un ancien château avec une chapelle fondée au XVe siècle et dédiée à Sainte Marguerite. Ce bâtiment fut édifié pour Cécile de Monceaux, veuve de Jacques de Chivré, ancienne dame d'honneur de Catherine de Bourbon, qui en avait conçu le projet. Après avoir fait creuser des douves larges et profondes d'une maçonnerie très solide, elle fit également construire et voûter une galerie souterraine dont les meurtrières donnaient sur les douves. Ce château, dont la construction fut interrompue, devait comprendre deux corps de logis dans les sous-sols desquels débouchait le chemin souterrain. Une galerie assez peu profonde, dont tout l'étage supérieur était occupé par la salle servant de prêche, reliait les pavillon. La construction du château fut interrompu en 1601 car on s'inquiéta à Angers des projets de la dame protestante de Chivré. Plainte fut portée à l'Hôtel de ville l'ordre fut donné d'interrompre la construction de la structure qui se bâtissait en forteresse « inexpugnable en peu de temps ».
Même incomplet, le château fut une demeure luxueuse où toutes les chambres étaient tendues, en 1653, de tapisseries à personnages, de verdures, ou de cuir doré. La vaisselle d'argent pesait plus de cent marcs. Les dépendances comprenaient l'écurie pour les chevaux de selle, la remise des carrosses, les murailles d'enceinte, la terrasse, le perron, le grand pont voûté et le petit pont, fermés chacun de deux portes, le petit bois, l'allée, le mail.  Vingt ans après, le château était délabré au point qu'il y manquait plus de 200 vitres.
À la fin du XIXe siècle, une restauration complète du château a été faite sur les plans et sous la direction de Louis Garnier. Dans un pavillon restauré sur les douves, est rétabli le mausolée de Catherine de Chivré.

## Un foyer du Protestantisme
Le château fut un  centre du culte protestant. Cécile de Monceaux requiert, par lettre adressée au synode de Bellème le 3 mai 1606, « que l'exhortation se fasse tous les dimanches en sa maison par M. Estienne Bernard, sieur de la Branchouère, ministre de l'église de Craon et de Chasteau-Gontier, nonobstant le jugement de l'assemblée tenue à Mollières ». L'année suivante, elle ne peut plus avoir que de trois en trois semaines le ministère du pasteur de Laval et Terchant, Samuel Dubois. Une sentence, rendue le 2 mars 1665 à Château-Gontier, défendit tout exercice public du culte protestant dans la maison de la Barre.Il y eut pourtant encore des ministres attachés à la famille comme on le voit par la liste suivante : Michel Louis de la Delaye, 1602 ; Étienne Bernard de la Branchouère, 1605, 1607 ; Samuel Dubois, 1607, 1609 ; Jean Grenon, 1616, 1620 ; Daniel Petit, 1623, 1626 ; Jean Simon, 1631 ; De Vaux, 1647 ; Pierre Moutant, 1660, 1683.

## Chouannerie
En l'an VI, M. Pillard, prêtre vendéen, se tient au château et y dit la messe. Un des principaux rassemblements de la Chouannerie de 1832 se fit à la Barre, le 23 mai 1832,.

## Seigneurs et propriétaires
Après sa construction par Cécile de Monceaux, épouse de Jacques de Chivré, le château reste dans la famille de Chivré et est acheté en 1720 par Jean-Baptiste Colbert de Torcy. Augustin-Joseph de Mailly, maréchal de France, en hérite comme époux de Constance Colbert de Torcy. Marie-Jeanne-Constance de Mailly, mariée en 1747 à René de Voyer de Paulmy d'Argenson, vend le domaine le 9 mai 1774 à Olivier-Ambroise Dubois, contrôleur des guerres, dont la fille Thérèse Dubois épouse Pierre Marie Alexis du Plessis d'Argentré. Ses héritiers vendent en 1892 le domaine à Alfred de Chivré, descendant des Chivré de Sottevast qui entreprend d'importants travaux de modernisation du château.

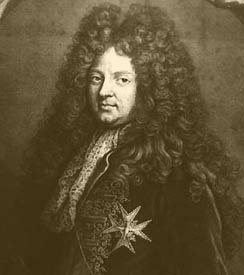
Jean-Baptiste Colbert de Torcy (1665-1746) comte de La Barre en 1735
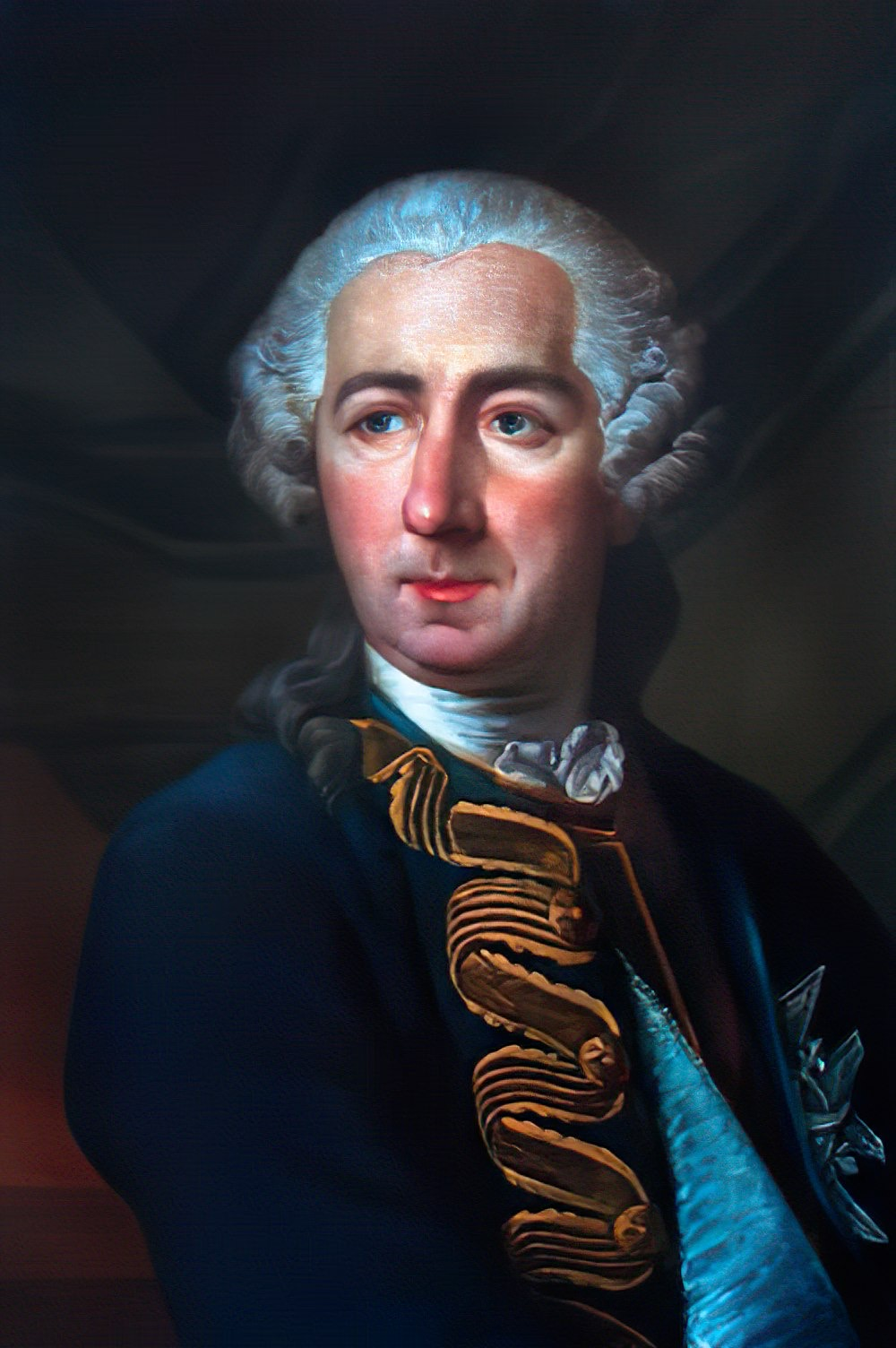
Augustin-Joseph de Mailly (1707-1794) maréchal de France, châtelain de La Barre.